# Sigrid Thornton
Pour les articles homonymes, voir Thornton.
Sigrid Thornton est une actrice australienne, née le 12 février 1959 à Canberra.
Elle est surtout connue pour ses rôles à la télévision dans Prisoner (1979-1980), L'Australienne (1983), SeaChange (1998-2000) et Wentworth (2016-2018), Le Cavalier solitaire (1988-1991), et au cinéma dans Snapshot (1979), L'Homme de la rivière d'argent (1982), Street Hero (1984) et Face to Face (2011).

## Biographie
Thornton naît à Canberra. Elle est la fille de Merle Thornton, enseignante et écrivaine, et de Neil Thornton. Elle grandit à Brisbane, où elle fréquente le St. Peter's Lutheran College. À cette époque, elle va vivre deux ans à Londres, où elle sera membre de l'Unicorn Theatre.
De retour à Brisbane, elle fréquente le Twelfth Night Theatre Junior Workshop. En 1970, au cours des célébrations entourant le bicentenaire du capitaine Cook, Thornton fait une apparition auprès d'Élisabeth II en tant que Rosa Campbell-Praed dans Looking Glass on Yesterday.
Thornton apparaît dans les séries australiennes Homicide et Division 4 en 1975.

## Filmographie
| Titre                              | Année                  | Rôle                        | Notes           |
| ---------------------------------- | ---------------------- | --------------------------- | --------------- |
| Matlock Police                     | 1975–76                | Simone Foley, Cathy Simpson | 2 épisodes      |
| The FJ Holden                      | 1977                   | Wendy                       |                 |
| The Getting of Wisdom              | 1977                   | Maria                       |                 |
| The King of the Two Day Wonder     | 1978                   | Maria                       |                 |
| Father, Dear Father                | 1978                   | Sue Glover                  | 14 épisodes     |
| Cop Shop                           | 1978                   | Helen Davis, Karen          | 2 épisodes      |
| Snapshot                           | 1979                   | Angela                      |                 |
| Prisoner                           | 1979–80                | Roslyn Coulson              | 30 épisodes     |
| The Last Outlaw                    | 1980                   | Kate Kelly                  | 4 épisodes      |
| I Can Jump Puddles                 | 1981                   | Mabel                       | 2 épisodes      |
| Duet for Four                      | 1982                   | Carline Martin              |                 |
| The Man from Snowy River           | 1982                   | Jessica Harrison            |                 |
| 1915                               | 1982                   | Frances                     | 7 épisodes      |
| L'Australienne                     | 1983                   | Philadelphia Gordon         | 8 épisodes      |
| Street Hero                        | 1984                   | Gloria                      |                 |
| Best Enemies                       | 1985                   | Fennimore                   |                 |
| Slate, Wyn & Me                    | 1987                   | Blanche McBride             |                 |
| The Lighthorsemen                  | 1987                   | Anne                        |                 |
| L'Indomptable (film)               | 1988                   | Jessica Harrison            |                 |
| Paradise                           | 1988–91                | Amelia Lawson               | 51 épisodes     |
| Over the Hill                      | 1992                   | Elizabeth                   |                 |
| Whipping Boy                       | 1996                   | Cass Meridith               |                 |
| SeaChange                          | 1998–2000 2019–present | Laura Gibson                |                 |
| The New Adventures of Ocean Girl   | 2000                   | Narrator                    | 10 épisodes     |
| Inspecteur Gadget 2                | 2003                   | Mayor Wilson                | Direct-to-video |
| The Pact                           | 2003                   | Susan Tuttle                |                 |
| MDA                                | 2005                   | Dr Robyn Masterton          | 4 épisodes      |
| Underbelly                         | 2010                   | Gerry Llyod                 | 7 épisodes      |
| Face to Face                       | 2011                   | Claire Baldoni              |                 |
| BFFs                               | 2014                   | Jacqueline                  |                 |
| Peter Allen: Not the Boy Next Door | 2015                   | Judy Garland                | 2 épisodes      |
| Scare Campaign                     | 2016                   | Vicki                       |                 |
| Wentworth                          | 2016–18                | Sonia Stevens               | 26 épisodes     |
| The Code                           | 2016                   | Lara Dixon                  | 6 épisodes      |
| Orange is the New Brown            | 2018                   | Dr Vulva, Nigella Lawson    | 2 épisodes      |
| Lambs of God                       | 2019                   | Rose Stanford               | 2 épisodes      |